# Linda Tucceri Cimini
Linda Tucceri Cimini (* 4. April 1991 in Avezzano) ist eine italienische Fußballspielerin. Sie steht derzeit bei Sampdoria Genua unter Vertrag und spielte von 2015 bis 2020 für die italienische Nationalmannschaft.

## Karriere

### Vereine
Linda Tucceri Cimini begann ihre Karriere 2009 bei ASD Cervia. Nach ihrer ersten Saison spielte sie dann für den Nachfolger des Vereins, ASD Riviera di Romagna. 2013 wechselte sie zu ASD Torres Calcio. Ein Jahr später kehrte sie wieder zu ASD Riviera di Romagna zurück. Im Jahr 2015 wechselte sie zu USD San Zaccaria. Ab 2018 spielte Tucceri Cimini für den AC Mailand. 2022 absolvierte sie ihr 100. Spiel für den Verein. Anfang 2023 wechselte sie zum AC Florenz. 2024 schloss sie sich Sampdoria Genua an.

### Nationalmannschaft
Tucceri Cimini kam am 6. März 2015 bei einem Spiel gegen Schottland im Rahmen des Zypern-Cup 2015 erstmals für die italienische Nationalmannschaft zum Einsatz. Bei der Fußball-Europameisterschaft der Frauen 2017 spielte sie in allen drei Gruppenspielen, wobei sie zweimal eingewechselt wurde und einmal von Beginn an auf dem Platz stand. Bei der Fußball-Weltmeisterschaft der Frauen 2019 war sie zwar Teil des italienischen Kaders, kam allerdings in keinem Spiel zum Einsatz. Am 27. Oktober 2020 absolvierte sie im Spiel gegen Dänemark im Rahmen der Qualifikation zur Fußball-Europameisterschaft der Frauen 2022 ihr letztes Länderspiel für die Nationalmannschaft.